# Desant powietrzny

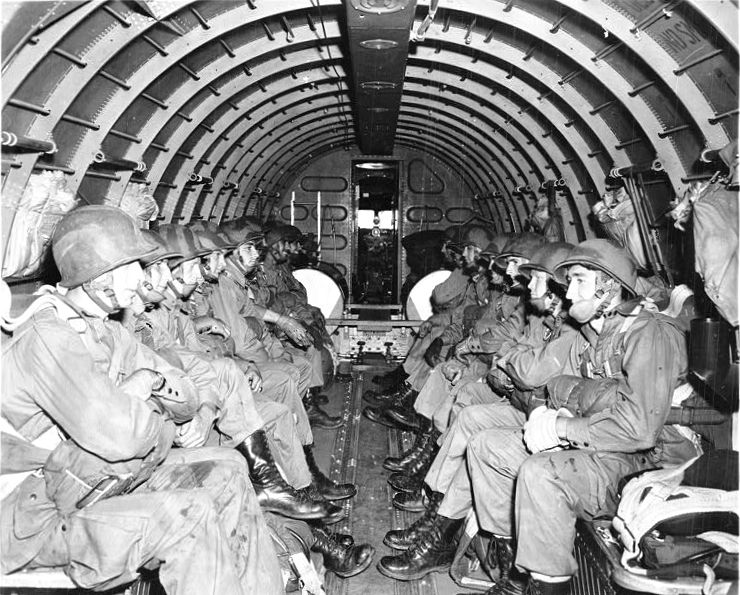
Pododdział desantu powietrznego w trakcie transportu (lądowanie w Normandii, 1944)

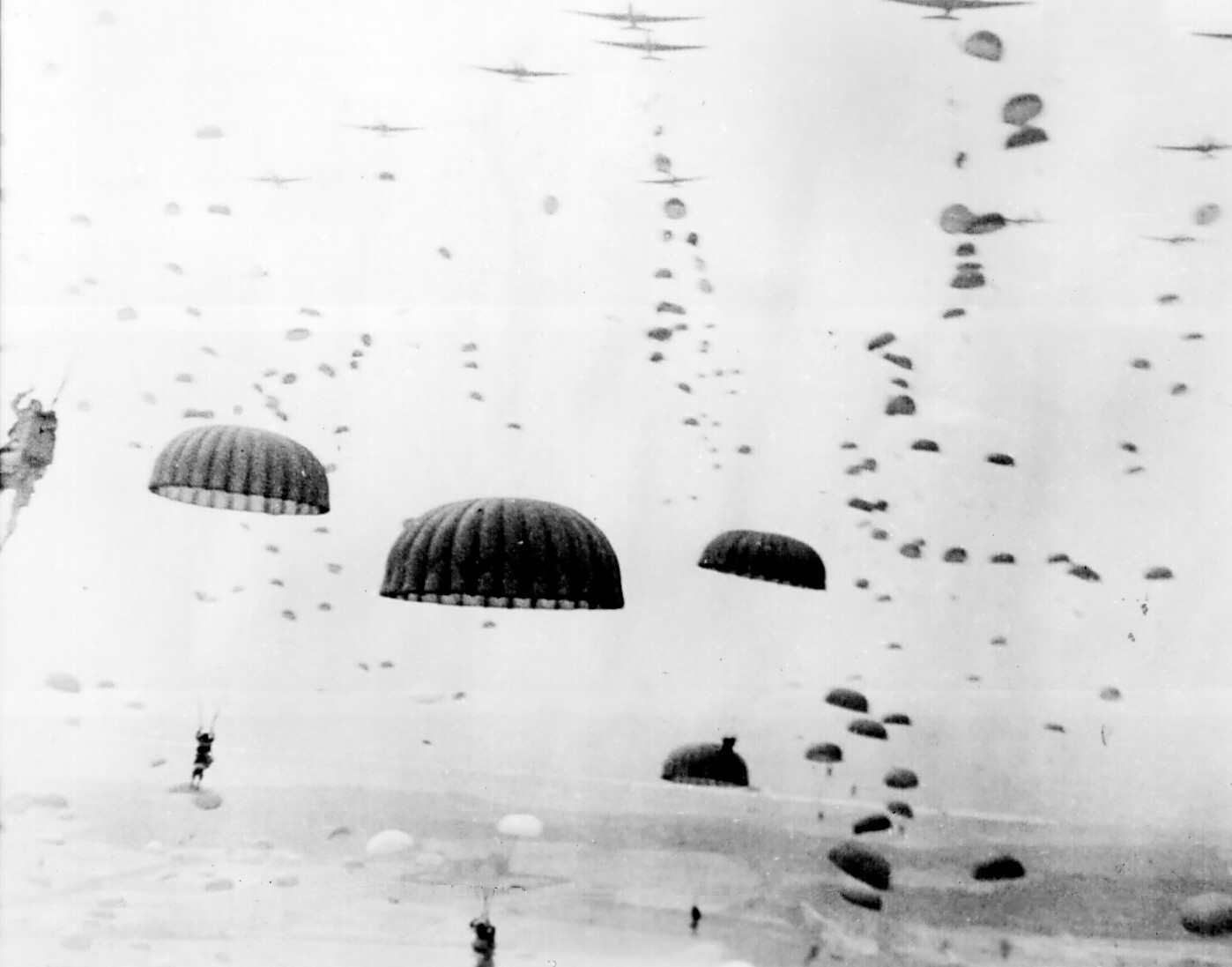
Desant spadochronowy w trakcie operacji Market Garden

Desant powietrzny – wojska przerzucane drogą powietrzną na tyły przeciwnika celem wykonania zadania bojowego. Z punktu widzenia rozmachu i celów desanty powietrzne dzielą się na taktyczne, operacyjne i strategiczne.
W zależności od sposobu wysadzenia wyróżnia się:
- desant spadochronowy – zrzucany na spadochronach z samolotów transportowych;
- lądujące (z szybowców, śmigłowców lub samolotów);
- kombinowane[1].

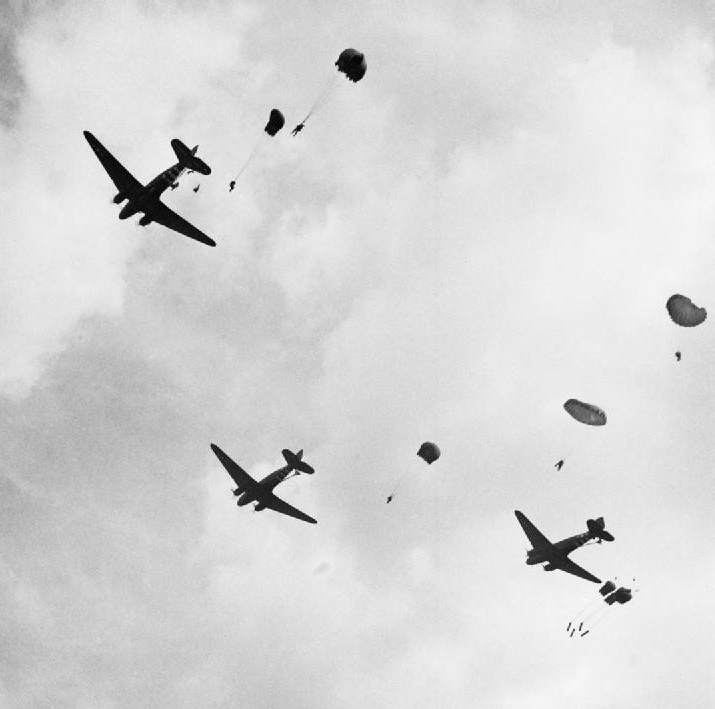
Desant spadochronowy
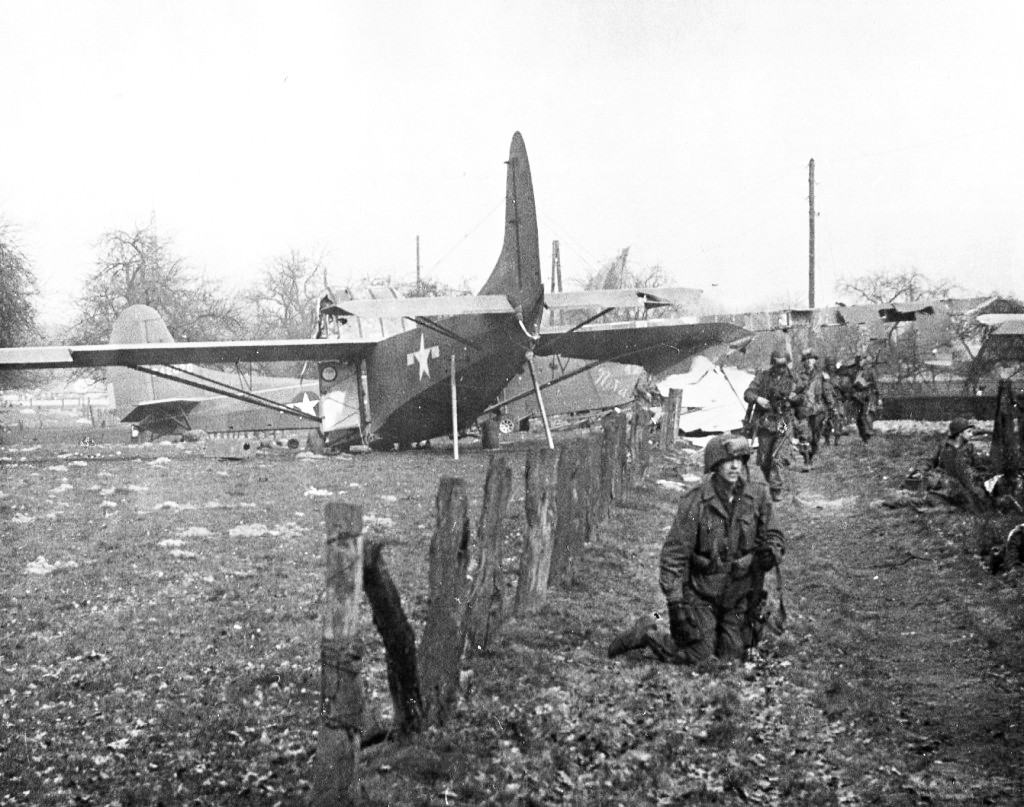
Desant lądujący w tle szybowiec transportowy Waco CG-4)
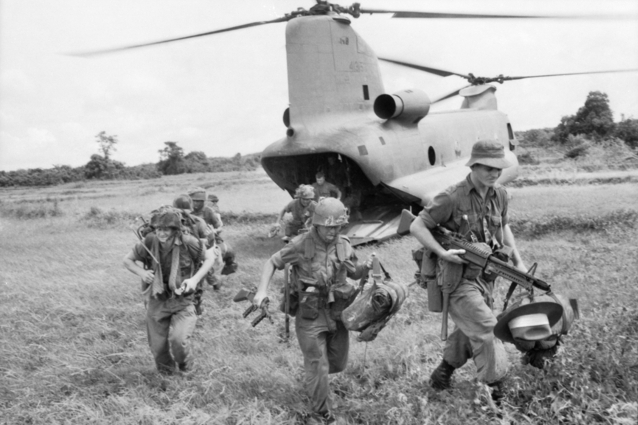
Desant lądujący, śmigłowcowy